# LDB1
LDB1 (англ. LIM domain binding 1) – білок, який кодується однойменним геном, розташованим у людей на короткому плечі 10-ї хромосоми. Довжина поліпептидного ланцюга білка становить 411 амінокислот, а молекулярна маса — 46 533.
| 10         |  | 20         |  | 30         |  | 40         |  | 50         |
| ---------- |  | ---------- |  | ---------- |  | ---------- |  | ---------- |
| MSVGCACPGC |  | SSKSFKLYSP |  | KEPPNGNAFP |  | PFHPGTMLDR |  | DVGPTPMYPP |
| TYLEPGIGRH |  | TPYGNQTDYR |  | IFELNKRLQN |  | WTEECDNLWW |  | DAFTTEFFED |
| DAMLTITFCL |  | EDGPKRYTIG |  | RTLIPRYFRS |  | IFEGGATELY |  | YVLKHPKEAF |
| HSNFVSLDCD |  | QGSMVTQHGK |  | PMFTQVCVEG |  | RLYLEFMFDD |  | MMRIKTWHFS |
| IRQHRELIPR |  | SILAMHAQDP |  | QMLDQLSKNI |  | TRCGLSNSTL |  | NYLRLCVILE |
| PMQELMSRHK |  | TYSLSPRDCL |  | KTCLFQKWQR |  | MVAPPAEPTR |  | QQPSKRRKRK |
| MSGGSTMSSG |  | GGNTNNSNSK |  | KKSPASTFAL |  | SSQVPDVMVV |  | GEPTLMGGEF |
| GDEDERLITR |  | LENTQFDAAN |  | GIDDEDSFNN |  | SPALGANSPW |  | NSKPPSSQES |
| KSENPTSQAS |  | Q          |  |            |  |            |  |            |

A: Аланін

C: Цистеїн

D: Аспарагінова кислота

E: Глутамінова кислота

F: Фенілаланін

G: Гліцин

H: Гістидин

I: Ізолейцин

K: Лізин

L: Лейцин

M: Метіонін

N: Аспарагін

P: Пролін

Q: Глутамін

R: Аргінін

S: Серин

T: Треонін

V: Валін

W: Триптофан

Кодований геном білок за функціями належить до білків розвитку, фосфопротеїнів. 
Задіяний у таких біологічних процесах, як ацетилювання, альтернативний сплайсинг. 
Локалізований у ядрі.